# Michelinreifen-Baby-Syndrom
Das Michelinreifen-Baby-Syndrom ist eine sehr seltene angeborene Erkrankung mit den Hauptmerkmalen zahlreichen ringförmiger Hautfalten an den Gliedmaßen.
Synonyme sind: Michelin-Reifen-Baby-Syndrom; Hautfalten, multiple, ringförmige; Hautfalten, multiple ringförmige, der Extremitäten; Kongenitale ringförmige Hautfalten; Hautfalten, ringförmige, Typ Kunze; Kunze-Riehm-Syndrom; englisch Michelin-tire-baby-Syndrom; MTBS; Congenital Circumferential Skin Folds; CCSF
Die Namensbezeichnung bezieht sich auf das Michelin-Männchen, offiziell Bibendum, die Werbefigur der Firma Michelin.
Die Erstbeschreibung stammt aus dem Jahre 1969 durch C. M. Ross. Als neues genetisches Syndrom wurde die Erkrankung im Jahre 1982 beschrieben.
Möglicherweise besteht eine Verwandtschaft mit dem Naevus lipomatodes cutaneus superficialis (NLCS; Hoffmann-Zurhelle).

## Verbreitung
Die Häufigkeit ist nicht bekannt, bislang wurde über etwa 20 Betroffene berichtet. Die Vererbung erfolgt autosomal-dominant oder autosomal-rezessiv.
Eventuell kann die Erkrankung auch im Rahmen seltener Syndrome auftreten.

## Ursache
Je nach zugrunde liegender Mutation können zwei Typen unterschieden werden:
- Typ 1, Mutationen im TUBB-Gen auf Chromosom 6 Genort p21.33[7]
- Typ 2, Mutationen im MAPRE2-Gen auf Chromosom 18 Genort q12.1-12.2[8]

## Klinische Erscheinungen
Klinische Kriterien sind:
- Manifestation im Kindesalter
- generalisierte, symmetrische, ringförmige Hautfalten an den Gliedmaßen und dem Rumpf ohne Einschnürungen, Strangulationen oder Komplikationen
- im Erwachsenenalter nicht mehr nachweisbar

Assoziiert können Gaumenspalte, Neuroblastom, Ureterozele, Krämpfe, Hemihypertrophie oder Naevus lipomatosus auftreten.

## Diagnose
Die Diagnose ergibt sich aus den klinischen Befunden.

## Differentialdiagnose
Abzugrenzen ist die Cutis verticis gyrata.

## Therapie
Eine Behandlung ist in der Regel nicht erforderlich, die Veränderungen bilden sich spontan zurück.